# Бєлобородов Костянтин Григорович
Костянтин Григорович Бєлобородов (нар. 11 серпня 1908, село Чибенки Котельницького повіту Вятської губернії, тепер Кіровської області, Російська Федерація — розстріляний 23 лютого 1939, місто Москва) — радянський діяч, секретар ЦК ВЛКСМ. Член Бюро ЦК ВЛКСМ з 28 серпня 1937 по 15 вересня 1938 року. Депутат Верховної Ради СРСР 1-го скликання (1937—1938).

## Біографія
Народився в селянській родині. Закінчив початкову школу другого ступеня. З 1923 року працював у Даровській сільській спілці споживчої кооперації Вятської губернії. У 1924 році вступив до комсомолу.
У січні 1925 — лютому 1926 року — слухач курсів при Котельницькій повітовій школі радянського і партійного будівництва Вятської губернії.
У 1926—1928 роках — заступник секретаря, секретар Даровського волосного комітету ВЛКСМ Вятської губернії.
У 1928—1929 роках — голова Бюро юних піонерів, заступник секретаря, секретар Котельницького повітового комітету ВЛКСМ Вятської губернії.
Член ВКП(б) з 1929 року.
У 1929—1930 роках — секретар Котельницького окружного комітету ВЛКСМ.
У 1930—1931 роках — секретар Семенівського районного комітету ВЛКСМ Нижньогородського краю.
У 1931—1932 роках — завідувач сільського відділу Нижньогородського крайового комітету ВЛКСМ. У 1932—1933 роках — завідувач організаційного відділу Горьковського крайового комітету ВЛКСМ.
У 1933 році — 2-й секретар Горьковського крайового комітету ВЛКСМ.
У 1933—1937 роках — 1-й секретар Горьковського крайового комітету ВЛКСМ.
28 серпня 1937 — червень (офіційно 15 вересня) 1938 року — секретар ЦК ВЛКСМ.
7 червня 1938 року заарештований органами НКВС. 22 лютого 1939 року засуджений Воєнною колегією Верховного суду СРСР до страти. Розстріляний наступного дня.
21 липня 1956 року реабілітований Воєнною колегією Верховного суду СРСР, посмертно відновлений в КПРС.